# Чемпионат СССР по хоккею с шайбой 1988/1989 (составы)
Составы команд, участвовавших в чемпионате СССР по хоккею с шайбой 1988/1989.

## 1. ЦСКА
Евгений Белошейкин, Алексей Ивашкин, Максим Михайловский, Леонид Герасимов, Константин Бахуташвили; Алексей Гусаров, Алексей Касатонов, Вячеслав Фетисов, Владимир Константинов, Владимир Малахов, Игорь Кравчук, Сергей Стариков, Сергей Зубов, Игорь Стельнов, Игорь Малыхин, Игорь Иванов, Борис Миронов; Сергей М. Макаров, Игорь Ларионов, Владимир Крутов, Вячеслав Быков, Андрей Хомутов, Валерий Каменский, Сергей Федоров, Павел Буре, Александр Могильный, Евгений Давыдов, Игорь Вязьмикин, Игорь Чибирев, Павел Костичкин, Валерий Зелепукин, Андрей Коваленко, Алик Гареев, Михаил Васильев, Александр Зыбин, Александр Кузьмин, Андрей Скабелка, Денис Винокуров, Егор Башкатов.

Главный тренер — Виктор Тихонов, тренеры — Владимир Попов, Борис Михайлов.

## 2. «Химик»
Алексей Червяков, Сергей Киряхин, Вадим Привалов; Игорь Никитин, Сергей Селянин, Андрей Басалгин, Александр Смирнов, Игорь Монаенков, Алексей Яшкин, Андрей Яковенко, Сергей Акулов, Вадим Мусатов, Николай Сырцов, Кирилл Поваренкин; Герман Титов, Дмитрий Квартальнов, Андрей Квартальнов, Вячеслав Козлов, Александр Черных, Валерий Брагин, Роман Оксюта, Леонид Трухно, Сергей Востриков, Альберт Мальгин, Владимир Щуренко, Юрий Клемешов, Лев Бердичевский, Николай Ванин, Андрей Галкин.

Главный тренер — Владимир Васильев, тренеры — Валерий Гущин, Геннадий Сырцов.

## 3. «Крылья Советов»
Олег Браташ, Сергей Дроздов; Дмитрий Миронов, Федор Канарейкин, Андрей Смирнов, Сергей В. Макаров, Константин Курашов, Юрий Страхов, Александр Лысенко, Валерий Бондарев, Сергей Дегтярев; Александр Кожевников, Юрий Хмылев, Сергей Немчинов, Сергей Пряхин, Сергей Харин, Игорь Есмантович, Михаил Панин, Иван Авдеев, Евгений Штепа, Сергей Одинцов, Виктор Гордиюк, Сергей Золотов, Павел Кадыков, Андрей Потайчук, Игорь Расько.

Главный тренер — Игорь Дмитриев, тренеры — Юрий Лебедев, Сергей Котов.

## 4. «Динамо» Москва
- вр Мышкин, Владимир Семёнович
- вр Шталенков, Михаил Алексеевич
- защ Вожаков, Юрий Александрович
- защ Каспарайтис, Дарюс Владович
- защ Микульчик, Олег Антонович
- защ Первухин, Василий Алексеевич
- защ Попихин, Евгений Николаевич
- защ Пятанов, Андрей Константинович
- защ Татаринов, Михаил Владимирович
- защ Федотов, Анатолий Владимирович
- защ Юдин, Александр Валерьевич
- нап Антипов, Анатолий Александрович
- нап Борщевский, Николай Константинович
- нап Быковский, Борис Анатольевич
- нап Волгин, Герман Юрьевич
- нап Гальченюк, Александр Николаевич
- нап Дорофеев, Игорь Витальевич
- нап Жамнов, Алексей Юрьевич
- нап Зубрильчев, Владимир Васильевич
- нап Королёв, Игорь Борисович
- нап Леонов, Юрий Владимирович
- нап Ломакин, Андрей Вячеславович
- нап Петренко, Сергей Анатольевич
- нап Светлов, Сергей Александрович
- нап Семак, Александр Владимирович
- нап Семёнов, Анатолий Анатольевич
- нап Хайдаров, Равиль Рафизович
- нап Яшин, Сергей Анатольевич
- Главный тренер: Юрий Моисеев

## 5. «Сокол»
- вр Бруль, Евгений Васильевич
- вр Михоник, Павел Петрович
- вр Шундров, Юрий Александрович
- защ Васюнин, Олег Васильевич
- защ Годынюк, Александр Олегович
- защ Горбушин, Сергей Евгеньевич
- защ Доника, Анатолий Григорьевич
- защ Кучер, Игорь Николаевич
- защ Лубнин, Сергей Николаевич
- защ Менченков, Александр Владимирович
- защ Овчинников, Андрей Александрович
- защ Савицкий, Александр Валерьевич
- защ Саенко, Дмитрий Александрович
- защ Свиридов, Вячеслав Борисович
- защ Тимченко, Вячеслав Николаевич
- защ Шахрай, Валерий Петрович
- защ Ширяев, Валерий Викторович
- нап Алипов, Евгений Леонидович
- нап Ботвинко, Валерий Борисович
- нап Валиуллин, Эдуард Гусманович
- нап Василенко, Василий Евгеньевич
- нап Котенок, Геннадий Дмитриевич
- нап Кузнецов, Алексей Анатольевич
- нап Кузьминский, Александр Александрович
- нап Кулабухов, Вадим Викторович
- нап Малков, Пётр Александрович
- нап Мудров, Олег Геннадьевич
- нап Найда, Анатолий Иванович
- нап Нариманов, Николай Порисламович
- нап Рощин, Евгений Евгеньевич
- нап Синьков, Олег Владимирович
- нап Степанищев, Анатолий Николаевич
- нап Христич, Дмитрий Анатольевич
- нап Шастин, Евгений Евгеньевич
- нап Юлдашев, Рамиль Раильевич
- нап Якимов, Владимир Альбертович
- Главный тренер: Анатолий Богданов

## 6. «Динамо» Рига
- вр Ирбе, Артур Ариевич
- вр Самойлов, Виталий Анатольевич
- защ Григорьев, Константин
- защ Дурдин, Владимир Владимирович
- защ Зиновьев, Дмитрий Иванович
- защ Катлапс, Улвис
- защ Крамской, Владимир Фёдорович
- защ Матыцин, Андрей Александрович
- защ Сейейс, Нормундс
- защ Фролов, Дмитрий Николаевич
- защ Чудинов, Сергей Кузьмич
- нап Акулинин, Игорь Иванович
- нап Белявский, Александр Иосифович
- нап Болдавешко, Сергей
- нап Брезгин, Игорь Александрович
- нап Варянов, Николай Иванович
- нап Витолиньш, Харийс
- нап Дрелингс, Марис
- нап Знарок, Олег Валерьевич
- нап Керч, Александр Ярославович
- нап Павлов, Игорь Валентинович
- нап Семеряк, Евгений Степанович
- нап Скосырев, Сергей
- нап Томанис, Илмарс
- нап Фандуль, Вячеслав Викторович
- нап Фроликов, Алексей Викторович
- нап Хехтс, Айнарс
- нап Шашов, Владимир Александрович
- Главный тренер: Владимир Юрзинов

## 7. «Спартак»
- вр Голошумов, Сергей Иванович
- вр Марьин, Алексей Борисович
- защ Бурлуцкий, Олег Викторович
- защ Егоров, Александр Евгеньевич
- защ Карпов, Сергей Николаевич
- защ Мартынов, Игорь Юрьевич
- защ Матюхов, Эдуард Олегович
- защ Олейник, Валерий Андреевич
- защ Тюриков, Владимир Вячеславович
- защ Фаткуллин, Александр Рафаилович
- защ Фокин, Сергей Викторович
- защ Чистяков, Андрей Алексеевич
- защ Ящин, Юрий Вячеславович
- нап Агейкин, Сергей Николаевич
- нап Барков, Александр Эдгардович
- нап Болдин, Игорь Петрович
- нап Бордов, Игорь Анатольевич
- нап Гулин, Андрей Викторович
- нап Зинин, Дмитрий Эдуардович
- нап Иванов, Михаил Викторович
- нап Коротков, Константин Сергеевич
- нап Маринин, Олег Николаевич
- нап Мишуков, Игорь Викторович
- нап Прохоров, Виталий Владимирович
- нап Рожков, Дмитрий Николаевич
- нап Саломатин, Алексей Георгиевич
- нап Селезов, Андрей Юрьевич
- нап Селиванов, Александр Юрьевич
- нап Ткачук, Алексей Васильевич
- нап Тюменев, Виктор Николаевич
- нап Чижмин, Евгений Валентинович
- нап Шамолин, Дмитрий Вадимович
- нап Шипицын, Юрий Владимирович
- Главный тренер: Борис Майоров

## 8. СКА Ленинград
- вр Иванников, Валерий Николаевич
- вр Кореньков, Кирилл Витальевич
- вр Черкас, Сергей Михайлович
- защ Алексушин, Владимир Борисович
- защ Алёхин, Дмитрий Борисович
- защ Гайлик, Юрий Викторович
- защ Гунченко, Дмитрий Анатольевич
- защ Евдокимов, Игорь Михайлович
- защ Жуков, Сергей Борисович
- защ Кукушкин, Дмитрий Викторович
- защ Хализов, Святослав Игоревич
- защ Цветков, Дмитрий Николаевич
- защ Шенделев, Сергей Викторович
- нап Андреев, Андрей Михайлович
- нап Андреев, Владимир Николаевич
- нап Беляков, Виктор Евгеньевич
- нап Власов, Игорь Геннадьевич
- нап Гудожников, Валерий Викторович
- нап Дроздецкий, Николай Владимирович
- нап Иванов, Игорь Викторович
- нап Кравец, Михаил Григорьевич
- нап Лавров, Вячеслав Васильевич
- нап Лапшин, Сергей Евгеньевич
- нап Маслов, Николай Евгеньевич
- нап Перегудов, Константин Викторович
- нап Петров, Валерий Валентинович
- нап Свержов, Сергей Александрович
- нап Сергеев, Сергей Александрович
- нап Смагин, Александр Евгеньевич
- нап Тепляков, Сергей Владимирович
- нап Торопченко, Леонид Александрович
- нап Цветков, Сергей Николаевич
- нап Цыплаков, Юрий Алексеевич
- Главный тренер: Валерий Шилов

## 9. «Автомобилист»
- вр Зуев, Андрей Александрович
- вр Семёнов, Александр Сергеевич
- вр Хабибулин, Николай Александрович
- защ Авдеев, Виктор Витальевич
- защ Бякин, Илья Владимирович
- защ Велижанин, Павел Григорьевич
- защ Каменский, Александр Константинович
- защ Любкин, Владимир Владимирович
- защ Мартемьянов, Андрей Алексеевич
- защ Мишенин, Вячеслав Анатольевич
- защ Мухин, Евгений Георгиевич
- защ Поротников, Олег Геннадьевич
- защ Скомороха, Андрей Владимирович
- нап Анисимов, Алексей Германович
- нап Безроднов, Александр Робертович
- нап Бердичевский, Лев Сергеевич
- нап Бойченко, Олег Николаевич
- нап Васильченко, Олег Борисович
- нап Гатаулин, Захар Галимович
- нап Динисин, Алексей Николаевич
- нап Ерёмин, Владимир Александрович
- нап Каськов, Александр Павлович
- нап Коршунов, Андрей Николаевич
- нап Кутергин, Виктор Александрович
- нап Лукиянов, Игорь Юрьевич
- нап Мартьянов, Олег Николаевич
- нап Осипов, Сергей Юрьевич
- нап Попов, Дмитрий Владимирович
- нап Ситников, Вадим Анатольевич
- нап Старков, Олег Николаевич
- нап Ягода, Андрей Владимирович
- Главный тренер: Александр Асташёв

## 10. «Трактор»
- вр Королёв, Виктор Валентинович
- вр Мыльников, Сергей Александрович
- защ Викулов, Сергей Юрьевич
- защ Исаев, Юрий Алексеевич
- защ Исаков, Константин Александрович
- защ Кулев, Сергей Николаевич
- защ Матушкин, Игорь Витальевич
- защ Милёхин, Михаил Викторович
- защ Парамонов, Сергей Викторович
- защ Тимофеев, Анатолий Григорьевич
- защ Цыгуров, Денис Геннадьевич
- защ Шварёв, Александр Викторович
- нап Андросов, Игорь Алексеевич
- нап Астраханцев, Константин Вениаминович
- нап Баландин, Андрей Иванович
- нап Варицкий, Игорь Константинович
- нап Вихорев, Олег Николаевич
- нап Глазков, Александр Степанович
- нап Гомоляко, Сергей Юрьевич
- нап Езовских, Павел Павлович
- нап Зайцев, Сергей Геннадьевич
- нап Карпов, Валерий Евгеньевич
- нап Мальцев, Олег Анатольевич
- нап Марусов, Виктор Викторович
- нап Рожков, Александр Егорович
- нап Савчук, Олег Ростиславович
- нап Суханов, Николай Николаевич
- нап Хрущёв, Сергей Николаевич
- нап Чистяков, Анатолий Николаевич
- нап Шадрин, Станислав Юрьевич
- нап Шпигало, Юрий Валентинович
- Главный тренер: Геннадий Цыгуров

## 11. «Торпедо» Ярославль
- вр Герасимов, Владимир Александрович
- вр Костюхин, Сергей Борисович
- защ Амелин, Алексей Викторович
- защ Кольцов, Владимир Васильевич
- защ Крючков, Владимир Николаевич
- защ Лукичёв, Сергей Валерьевич
- защ Резепов, Александр Ризанурович
- защ Уваев, Вячеслав Викторович
- защ Усанов, Сергей Витальевич
- защ Шведов, Владислав Владимирович
- защ Юшкевич, Дмитрий Сергеевич
- нап Виттенберг, Андрей Борисович
- нап Горшков, Андрей Владимирович
- нап Донсков, Александр Владимирович
- нап Зайцев, Сергей Федорович
- нап Затевахин, Дмитрий Юрьевич
- нап Землянский, Андрей Николаевич
- нап Зыбин, Александр Викторович
- нап Кудяшов, Сергей Игнатьевич
- нап Львов, Анатолий Львович
- нап Мартынюк, Сергей Станиславович
- нап Масленников, Игорь Валентинович
- нап Обухов, Аркадий Николаевич
- нап Пачкалин, Виктор Николаевич
- нап Шиндяпин, Павел Викторович
- нап Шумский, Георгий Михайлович
- нап Яковлев, Юрий Николаевич
- Главный тренер: Сергей Николаев

## 12. «Динамо» Минск
- вр Семёнов, Владимир Михайлович
- вр Шумидуб, Александр Николаевич
- вр Щебланов, Алексей Геннадьевич
- защ Гиро, Алексей Васильевич
- защ Дьяконов, Эдуард Александрович
- защ Ерастов, Дмитрий Анатольевич
- защ Кривохижа, Юрий Иванович
- защ Ничиухин, Дмитрий Александрович
- защ Романов, Олег Константинович
- защ Сидоренко, Андрей Михайлович
- защ Таболин, Андрей Михайлович
- защ Филин, Игорь Анатольевич
- защ Хмыль, Олег Владимирович
- защ Цыплаков, Александр Викторович
- нап Андриевский, Александр Леонидович
- нап Антоненко, Олег Владимирович
- нап Бекбулатов, Вадим Николаевич
- нап Бубенщиков, Игорь Николаевич
- нап Громилин, Владимир Владимирович
- нап Дмитриев, Андрей Викторович
- нап Занковец, Эдуард Константинович
- нап Захаров, Михаил Михайлович
- нап Карачун, Виктор Иосифович
- нап Ковалёв, Андрей Робертович
- нап Панков, Василий Николаевич
- нап Расолько, Андрей Евгеньевич
- нап Тукмачёв, Сергей Викторович
- нап Хаткевич, Сергей Викторович
- нап Цыплаков, Владимир Викторович
- нап Черчес, Вячеслав Борисович
- Главный тренер: Владимир Крикунов

## 13. «Динамо» Харьков
- вр Васильев, Александр Николаевич
- вр Капкайкин, Константин Геннадьевич
- вр Ушаков, Геннадий Владимирович
- защ Алексеев, Сергей Николаевич
- защ Бущан, Андрей Петрович
- защ Глушенков, Виктор Владимирович
- защ Кузнецов, Валерий Борисович
- защ Любкин, Владимир Владимирович
- защ Мажугин, Андрей Иванович
- защ Михальченко, Борис Григорьевич
- защ Печенев, Александр Юрьевич
- защ Хоменко, Анатолий Андреевич
- защ Шаргородский, Олег Витальевич
- нап Анфёров, Михаил Андреевич
- нап Буценко, Константин Леонидович
- нап Варивончик, Анатолий Николаевич
- нап Ершов, Владислав Вячеславович
- нап Карамнов, Виталий Владимирович
- нап Кожокин, Геннадий Николаевич
- нап Коржилов, Игорь Михайлович
- нап Литвиненко, Виталий Иванович
- нап Повечеровский, Сергей Адамович
- нап Сидоров, Андрей Валентинович
- нап Трасеух, Алексей Борисович
- нап Фуников, Игорь Львович
- нап Чёрный, Валерий Викторович
- нап Юнусов, Альфред Асфанович
- Главный тренер: Валентин Егоров

## 14. «Торпедо» Горький
- вр Воробьев, Владимир Николаевич
- вр Котомкин, Александр Викторович
- вр Лаврецкий, Олег Николаевич
- вр Тихомиров, Владимир Сергеевич
- защ Галихманов, Вадим Рашидович
- защ Голышев, Николай Иванович
- защ Кунин, Сергей Николаевич
- защ Латин, Лев Николаевич
- защ Наместников, Евгений Юрьевич
- защ Наместников, Олег Юрьевич
- защ Плотников, Павел Валерьевич
- защ Пресняков, Михаил Михайлович
- защ Сорокин, Сергей Николаевич
- защ Федосов, Владимир Иванович
- нап Варнаков, Михаил Павлович
- нап Васенёв, Александр Вадимович
- нап Водопьянов, Анатолий Николаевич
- нап Горюнов, Пётр Станиславович
- нап Григорьев, Сергей Юрьевич
- нап Еганов, Сергей Дмитриевич
- нап Киреев, Владимир Генрихович
- нап Ковин, Владимир Александрович
- нап Кудимов, Евгений Васильевич
- нап Новоселов, Сергей Александрович
- нап Поликаркин, Вячеслав Сергеевич
- нап Рьянов, Вячеслав Серафимович
- нап Скворцов, Александр Викентьевич
- нап Торгаев, Павел Викторович
- нап Чырыч, Сергей Жоржович
- нап Шестериков, Сергей Владимирович
- Главный тренер: Игорь Чистовский